# Plesioneuron quadriquetrum
Plesioneuron quadriquetrum är en kärrbräkenväxtart som först beskrevs av Cornelis Rugier Willem Karel van Alderwerelt van Rosenburgh, och fick sitt nu gällande namn av Holtt. Plesioneuron quadriquetrum ingår i släktet Plesioneuron och familjen Thelypteridaceae. Inga underarter finns listade.